# 德雷珀 (南达科他州)
德雷珀（英語：Draper），是美国南达科他州下属的一座城市。根据2010年美国人口普查，该市有人口81人。论人口在本州排行第247。